# Platypalpus masoni
Platypalpus masoni är en tvåvingeart som beskrevs av Chillcott 1962. Platypalpus masoni ingår i släktet Platypalpus och familjen puckeldansflugor.
Artens utbredningsområde är British Columbia. Inga underarter finns listade i Catalogue of Life.